# 阿呆
阿呆（日本語: あほう、あほ・英語: Idiot・中国語: 白痴）は、愚かであることを指摘する罵倒語・侮蔑語・俗語。近畿地方を中心とした地域でみられる表現で、関東地方などの「馬鹿」、愛知県などの「タワケ」、石川県・富山県・島根県出雲地方などの「ダラ」に相当する。行動の愚かさだけでなく、学のなさなどもさす。また、そういう人のことを指す。「馬鹿」と同じ意味を持つ。

## 阿呆の使われる状況
「阿呆」は「馬鹿」とともによく使われる言葉でまったく同じ意味である。 例えば、「学者馬鹿」のような一本気や愚直さを表す用法は「阿呆」にもある。また、「馬鹿」は「馬鹿でかい」「馬鹿にでかい」のように副詞的に強調語としても使われるが、「阿呆」の場合は「阿呆ほどでかい」のように副助詞を伴って言うことがあるが意味は変わらない。
また、「阿呆」と「馬鹿」では、受け取られるニュアンスに地域差がある。関東などの「馬鹿」を常用する地域の人に「阿呆」と言うと、「馬鹿」よりも侮蔑的であると受け取られる場合がある。逆に関西など「阿呆」を常用する地域の人に「馬鹿」と言うと、「阿呆」よりも見下されたと受け取られる場合がある。
「阿呆」を用いた複合語として「どあほ」や「あほたれ」・「あほんだら」がある。「あほんだら」の語源については「阿呆太郎」であるとの説もあるが、罵倒語の「だら」・「たくら」が「阿呆」と結びついた可能性も考えられる。方言周圏論によれば、言葉や風習は発生した中心から時間差をおいて周囲に広がるため、中心から遠い地域により古いものが残るとされる。これを当てはめると、「だら」や「たくら」は「阿呆」以前に生まれた罵倒語であり、発生源である近畿地方では廃れたが周辺の北陸・中国地方に定着し、「阿呆」と結びついた用法のみが近畿地方に残った、と考えることも出来る。
そのほか「阿呆」を用いた言葉として、『広辞苑』は以下のものを挙げている（『広辞苑』では「あほう」の漢字表記を「阿房」としている）。
- 阿房芋・阿房烏・阿房臭い・阿房口・阿房狂い・阿房死に・阿房力・阿房面・阿房鳥・阿房払い・阿房律儀
- 阿房が酢に酔ったよう・阿房桁叩く・阿房に付ける薬なし・阿房の足元づかい、阿房の三杯汁・阿房の鼻毛で蜻蛉をつなぐ・阿房の話ぐい・阿房の一つ覚え

また前田勇の『上方語源辞典』は、「阿呆」を用いた言葉として以下のものを挙げている。
- 阿呆陀羅経・阿呆だら口・阿呆らしい・阿呆らしゅうもない
- 阿呆に法が無い・阿呆は風邪を引かぬ・阿呆は長生きをする

## 分布状況
「馬鹿」と「阿呆」は日本の東西で分かたれている言葉だと思われがちだが、「阿呆」は主に近畿地方と四国東部（たとえば徳島県の阿波踊りの歌詞「踊る阿呆に見る阿呆」など）、岡山県といった限定的な地域で使われており、関東以北およびさらに西の四国西部や中国地方（岡山県や島根県出雲地方以外）では「馬鹿」が使われている。
「阿呆」の発音は、京阪神では「アホ」、その周辺の地域では「アホー」であり、最外縁の地域には「アハウ」という発音が残っている。文献上でも「アハウ」→「アハア」→「アホウ」→「アホ」と変化しており、この表現が京阪神を中心として周辺地域に広がっていることを示している。
現代では上方漫才のテレビ進出にともなって、日本全国どの地域でも「阿呆」を使うようになっている。
視聴者参加型テレビバラエティ番組『探偵!ナイトスクープ』において、「アホとバカの境界線はどこか」という視聴者投稿に端を発した本格的な調査と研究がなされており、この制作過程を記した『全国アホ・バカ分布考 はるかなる言葉の旅路』（松本修著）に詳細な結果と考察がまとめられている。

## 語源
中国・江南地方の方言「阿呆（アータイ）」が日明貿易で京都に伝わった可能性が指摘されている。これは上海や蘇州、杭州などで現在も使われている言葉で、「呆」は日本語の「呆ける」にもあるようにぼんやりした様子、「阿」は中国語の南方方言で親しみを表す接頭語(日本語における「～ちゃん」「～さん」)であり、言葉としての意味は「おバカさん」程度の軽いニュアンスとなる。これは現代日本語の「阿呆」にも近い。
なお現代中国語では、「呆」は慣用により「dāi」と発音する。
語源の一説として
- 秦代の大宮殿・阿房宮（あぼうきゅう）が、不必要・無駄に大きすぎるというイメージからとする説
- 『三国志』や『三国志演義』における劉備の子・劉禅(蜀の2代皇帝)の暗君のイメージから、その幼名の「阿斗」に由来するとする説

などがあるが、ともに信憑性は乏しい。

## 日本における歴史
日本の文献における初出は、13世紀に書かれた鴨長明の『発心集』の第8巻にある「臨終にさまざま罪ふかき相どもあらはれて彼のあはうのと云ひてぞ終わりける」であるとされている。
しかし『全国アホ・バカ分布考』で著者の松本修は、方言の分布状況から考察するに「阿呆」はもっと新しい言葉だとみており、『発心集』の記述を疑問視している。これ以外の点からも『発心集』の第7巻、第8巻を後世の増補版と指摘する研究がある。
次に文献に現れるのは、3世紀後の戦国時代に書かれた『詩学大成抄』になる。現存する写本では「アハウ」という言葉の左側に傍線が引かれているが、これは元々この言葉が漢語だったことを意味する表現であり、中国語語源説を補強するものとなっている。